# Differentiële objectmarkering
Differentiële objectmarkering ofwel DOM is het naargelang de betekenis  opdelen van het lijdend voorwerp in twee klassen, waarbij de ene klasse wel een expliciete markering (bijvoorbeeld in de vorm van een suffix of voorzetsel) krijgt en de andere niet. 
Naar schatting zijn er ongeveer 300 talen die dit verschijnsel kennen. Veruit de meeste talen, zoals het Nederlands en Engels, zijn dus geen DOM-talen. In het Nederlands wordt een lijdend voorwerp nooit voorafgegaan door een voorzetsel.

## Spaans
Het Spaans is een goed voorbeeld van een DOM-taal. Wanneer het lijdend voorwerp een persoon is, wordt het bijna altijd voorafgegaan door het voorzetsel a:
- Ayer he visitado a mi padre - Gisteren heb ik mijn vader een bezoek gebracht.

- Pedro besó a Lucía - Pedro kuste Lucia.

Wanneer het lijdend voorwerp een zaak is wordt a meestal weggelaten, en bij dieren is het gebruik optioneel: 
- He comido verduras - Ik heb groenten gegeten.

- El vio (a) la gata -  Hij zag de kat.

## Andere talen
Sommige andere talen zoals het Fins zijn niet alleen DOM-talen, maar hebben ook aparte uitgangen voor elk van de verschillende soorten lijdend voorwerp. Het Hebreeuws gebruikt geen onbepaalde lidwoorden. In plaats daarvan wordt door middel van differentiële objectmarkering het al dan niet bepaald zijn van het lijdend voorwerp uitgedrukt:
- ani xotev mixtav - "Ik schrijf een brief"
- ani xotev et ha-mixtav - "Ik schrijf-MARKEERDER de brief“

Het Turks, Triqui en Amhaars zijn andere voorbeelden van DOM-talen. Wanneer in het Turks het lijdend voorwerp in de accusatief staat wordt er een specifieke persoon of zaak bedoeld, anders is de omschrijving veel vager.

## Onderzoek
Het verschijnsel DOM was al lange tijd bekend, maar het werd als iets marginaals beschouwd totdat de taalkundige Georg Bossong ontdekte dat het in ca. 5% van alle talen voorkwam. Sindsdien heeft het o.a. in de volgende studies centraal gestaan:
- Aissen, Judith. 2003. Differential object marking: Iconicity vs. Economy. Natural Language & Linguistic Theory 21:435–448.
- Bittner, Maria. 1994. Case, scope, and binding. Studies in Natural Language and Linguistic Theory v. 30. Dordrecht ; Boston: Kluwer Academic Publishers.
- Bossong, Georg. 1983–1984. Animacy and Markedness in Universal Grammar. Glossologia 2–3:7–20.
- Bossong, Georg. 1985. Empirische Universalienforschung. Differentielle Objektmarkierung in der neuiranischen Sprachen. Tübingen: Narr.
- Bossong, Georg. 1991. Differential object marking in Romance and beyond. In New Analyses in Romance Linguistics, Selected Papers from the XVIII Linguistic Symposium on Romance Languages 1988, eds. D. Wanner and D. Kibbee, 143–170. Amsterdam: Benjamins.
- Bossong, Georg. 1997. Le Marquage Différentiel de L'Objet dans les Langues d'Europe. In Actance et Valence dans les Langues d'Europe, ed. J. Feuillet, 193–258. Berlin: Mouton de Gruyte.
- Brugé, Laura, and Brugger, Gerhard. 1996. On the Accusative a in Spanish. Probus 8:1–51.
- De Swart, Peter. 2007. Cross-linguistic Variation in Object Marking, University of Nijmegen: PhD Dissertation.
- Heusinger, Klaus von, and Kaiser, Georg A. 2003. Animacy, Specificity, and Definiteness in Spanish. In Proceedings of the Workshop Semantic and Syntactic Aspects of Specificity in Romance Languages. Arbeitspapier 113, eds. Klaus von Heusinger and Georg A. Kaiser, 41–65. Konstanz: Universität Konstanz.
- Heusinger, Klaus von, and Kaiser, Georg A. 2005. The evolution of differential object marking in Spanish. In Proceedings of the Workshop “Specificity And The Evolution / Emergence of Nominal Determination Systems in Romance”, eds. Klaus von Heusinger, Georg A. Kaiser and Elisabeth Stark, 33–70. Konstanz: Universität Konstanz.
- Leonetti, Manuel. 2004. Specificity and Differential Object Marking in Spanish. Catalan Journal of Linguistics 3:75–114.
- Öztürk, Balkiz. 2005. Case, Referentiality and Phrase Structure. Amsterdam: John Benjamins.
- Pensado, Carmen ed. 1995. El complemento directo preposicional. Madrid: Visor.
- Rodríguez-Mondoñedo, Miguel. 2007. The Syntax of Objects. Agree and Differential Object Marking, University of Connecticut: PhD Dissertation.
- Torrego, Esther. 1998. The dependencies of objects. Linguistic Inquiry Monographs, 34. Cambridge, Mass.: MIT Press.